# Dawood Ibrahim
Dawood Ibrahim (konkaní: दाऊद इब्राहीम; nacido Sheikh Dawood Ibrahim Kaskar en Maharashtra, 26 de diciembre de 1955), es un jefe del crimen organizado y terrorista internacional de nacionalidad india.

## Biografía
Es el líder de D-Company, asociación identificada por el Congreso de los Estados Unidos como sindicato del crimen. Dawood se encuentra en la lista de la Interpol y se le busca por crimen organizado, falsificación, asociación ilícita y tráfico de armas y estupefacientes. Según las resoluciones 1822 (2008) y 1267 (1999) del Consejo de Seguridad de las Naciones Unidas, está probado que tiene vínculos con Al-Qaeda. Es sospechoso de haber organizado y financiado los atentados de Bombay de 1993, hecho que le convirtió en el hombre más buscado de su país. Su extradición es uno de los mayor obstáculos para la normalización de las relaciones entre la India.
El Departamento del Tesoro de los Estados Unidos designó a Ibrahim como terrorista como parte de su programa de sanciones internacionales, prohibiendo efectivamente que las entidades financieras de los Estados Unidos trabajen con él y confisquen activos que se cree que están bajo su control. El Departamento del Tesoro mantiene una hoja informativa sobre Ibrahim que contiene informes de que su sindicato tiene rutas de contrabando desde el sur de Asia, Medio Oriente y África compartidas y utilizadas por la organización terrorista al-Qaeda. La hoja informativa también dice que el sindicato de Ibrahim está involucrado en el envío a gran escala de narcóticos en el Reino Unido y Europa occidental. También se cree que tuvo contactos con el líder de al-Qaeda, Osama bin-Laden . A fines de la década de 1990, Ibrahim viajó a Afganistán bajo la protección de los talibanes . El sindicato siempre ha tratado de desestabilizar al gobierno indio a través de disturbios, terrorismo y desobediencia civil.